# Albert Gockel
Albert Gockel (Stockach, 27 novembre 1860 – Friburgo, 4 marzo 1927) è stato un fisico tedesco.
Dopo aver frequentato le scuole superiori a Costanza, continuò gli studi a Friburgo in Brisgovia, a Würzburg e a Karlsruhe, arrivando nel 1885 al conseguimento del dottorato ad Heidelberg. Nel 1895 venne nominato assistente alla cattedra di fisica dell'università di Friburgo in Svizzera. Nel 1901 conseguì la libera docenza e nel 1903 ebbe la cattedra di fisica cosmica all'interno della stessa università; università della quale fu anche rettore negli anni 1922 e 1923. 
I suoi lavori riguardano materie come la meteorologia, l'elettricità atmosferica e l'ottica. Inizialmente compì delle misurazioni sistematiche riguardanti le condizioni meteorologiche e il campo elettrico terrestre; in un secondo momento, invece, svolse attività che riguardavano la densità ionica e le propagazioni delle onde elettromagnetiche nell'atmosfera. Fece anche dei rilievi misurando la densità ionica in rapporto al variare dell'altitudine, compiendo dei voli in aerostato arrivando fino a 4000 metri nel 1909. Nell'arco di altri due  futuri voli riuscì a dimostrare che se si sale di altitudine la densità ionica ha la tendenza ad aumentare, e non il contrario, ipotesi invece molto dominante in quel periodo. I suoi studi vennero compiuti sulle vette dell'Oberland Bernese e anche ad alcune profondità nel Lago di Costanza.
Gockel con le sue 100  pubblicazioni, diede un notevole e fondamentale impulso per la scoperta delle radiazioni cosmiche. Ricevette il premio Schläfli nel 1916 da parte della Società elvetica di scienze naturali e da parte dell'università di Padova il dottorato honoris causa nel 1922.